# Allenport (comté de Washington, Pennsylvanie)
Allenport est un borough situé à l'est du comté de Washington, en Pennsylvanie, aux États-Unis,. En 2010, il comptait une population de 537 habitants, estimée au 1er juillet 2020 à 496 habitants. Le borough est fondé en 1816 et incorporé le 19 octobre 1931.

## Démographie
Lors du recensement de 2010, le borough comptait une population de 537 habitants. Elle est estimée, en 2020, à 496 habitants.

### Source de la traduction
- (en) Cet article est partiellement ou en totalité issu de l’article de Wikipédia en anglais intitulé « Allenport, Washington County, Pennsylvania » (voir la liste des auteurs).